# Юсрі Насралла
Юсрі Насралла́ (араб. يسرى نصر الله, англ. Yousry Nasrallah, *1952, Каїр, Єгипет) — єгипетський кінорежисер.

## Біографія
Юсрі Насралла народився у християнській коптській родині в Каїрі.
Вивчав економіку та політологію в Каїрському університеті.
У подальшому працював кінокритиком та помічником режисера в Бейруті (Ліван) у період від 1978 до 1982 років.
Ставши асистентом найвідомішого єгипетського кінорежисера Юсефа Шахіна у його кінокомпанії Misr International films, Ю. Насралла за якийсь час сам випробував себе у ролі кінорежисера.
Юсрі Насралла — учасник престижних кіноконкурсів, мистецьких форумів і заходів, як у Єгипті, так і за його межами.
Кінорежисер на основі національного матеріалу обирає для своїх стрічок нагальні і вразливі гостро соціальні теми — лівацькі настрої у суспільстві, ісламський фундаменталізм, супільна нерівність, тематика біженців.

## Фільмографія
- Sariqat Sayfiyya («Літні крадіжки») (1985).
- The Mercedes («Мерседес») (1993).
- On Boys, Girls and the Veil («Про хлопців, дівчат і вітрила») (1995).
- al-Madina (Медіна) (1999).
- Bab el Chams (Сонячна брама) (2003).
- Gnenet el Asmak (2008).
- Ehki ya shahrazade (2009).